# 647 г. пр.н.е.

## Събития

### В Азия

#### В Асирия
- Цар на Асирия е Ашурбанипал (669/8 – 627 г. пр.н.е.).[1]
- Ашурбанипал поставя Кандалану (648/7 – 627 г. пр.н.е.) да управлява Вавилон и териториите му, но без Нипур.[2] На Вавилония са и необходими около пет години, за да превъзмогне опустошението и икономическите щети от въстанието през 652 – 648 г. пр.н.е.[3]
- Асирийския цар организира и започва поход срещу Елам като бързо овладява пограничните райони, защото някои градове предпочитат да се покорят на волята му без да се съпротивляват.[4]

#### В Елам
- Еламитския цар Хума-Халдаш III (648 – 647 и след кратко прекъсване до 646 г. пр.н.е.) ръководи съпротивата срещу асирийците, но скоро изостави борбата и бяга от Мадакту в планините.[4]
- Ашурбанипал връща Тамариту II (652 – 649 и за кратко през 647 г. пр.н.е.) на трона в столицата Суза. Скоро асирийците го свалят от власт, защото той се противопоставя на разграбването извършвано от войската им, а това помага на Хума-Халдаш отново да предяви претенции за трона.[4]

### В Африка

#### В Египет
- Псаметих (664 – 610 г. пр.н.е.) е фараон на Египет.[5][6]

### В Европа
- Съобразно литературните източници, преселници от Милет основават Олбия през тази година, но най-ранните археологически материали са датирани от периода 640 – 610 г. пр.н.е.[7]